# 1824 w muzyce
Wydarzenia muzyczne w 1824 roku.

## Wydarzenia
- 7 stycznia – ukazał się pierwszy numer „Berliner allgemeine musikalische Zeitung”[1][2]
- 22 stycznia – w paryskim Théâtre Gymnase-Dramatique miała miejsce premiera opery Pierre et Marie, ou Le soldat ménétrier Adolphe’a Adama[1][2]
- 4 lutego – w rzymskim Teatro Vallemiała miejsce premiera opery L'ajo nell'imbarazzo Gaetana Donizettiego[1][2]
- 7 marca – w weneckim Teatro La Fenice miała miejsce premiera opery Krzyżowiec w Egipcie Giacoma Meyerbeera[1][2]
- 14 marca – w wiedeńskim Gesellschaft der Musikfreunde miała miejsce premiera kwartetu smyczkowego a-moll „Rosamunde”, D 804 Franza Schuberta[1][2]
- 3 kwietnia – w Katedrze św. Pawła w Londynie miała miejsce prapremiera „Morning and Evening Service” na chór i organy Samuela Wesleya[1][2]
- 27 kwietnia – w paryskim Théâtre de l'Odéon miała miejsce premiera opery Les trois genres François-Adriena Boieldieu i Daniela Aubera[1][2]
- 7 maja – w wiedeńskim Theater am Kärntnertor miała miejsce premiera IX symfonii Beethovena[1][2]
- 9 czerwca – w paryskim Théâtre Gymnase-Dramatique miała miejsce premiera opery Le baiser au porteur Adolphe’a Adama[1][2]
- 11 czerwca – w londyńskim Almack’s Assembly Rooms miała miejsce premiera kantaty „Il pianto delle muse in morte di Lord Byron” Gioacchina Rossiniego[1][2]
- 28 lipca – w neapolitańskim Teatro Nuovo miała miejsce premiera opery Emilia di Liverpool Gaetana Donizettiego[1][2]
- 24 sierpnia – w paryskim Théâtre Feydeau miała miejsce premiera opery Le Roi René ou La Provence au quinzième siècle Ferdinanda Hérolda[1][2]
- 21 października – w paryskim Théâtre Gymnase-Dramatique miała miejsce premiera opery Le bal champêtre Adolphe’a Adama[1][2]
- 4 listopada – w paryskim Théâtre Feydeau miała miejsce premiera opery Léocadie Daniela Aubera[1][2]
- 14 grudnia – w paryskim Théâtre Gymnase-Dramatique miała miejsce premiera opery La haine d'une femme Adolphe’a Adama[1][2]

## Urodzili się
- 1 stycznia – Albert Parlow, niemiecki kompozytor i muzyk wojskowy (zm. 1888)
- 13 stycznia – Ignacy Komorowski, polski kompozytor (zm. 1857)
- 22 stycznia – Josef Leopold Zvonař, czeski kompozytor, pedagog i krytyk muzyczny (zm. 1865)
- 2 marca – Bedřich Smetana, czeski kompozytor okresu romantyzmu (zm. 1884)
- 23 czerwca – Carl Reinecke, niemiecki kompozytor, dyrygent i pianista (zm. 1910)
- 2 lipca – Apolinary Kątski, polski skrzypek, kompozytor i pedagog muzyczny (zm. 1879)
- 11 lipca – Adolphe Samuel, belgijski kompozytor i krytyk muzyczny (zm. 1898)
- 19 sierpnia – Georg Goltermann, niemiecki wiolonczelista i kompozytor (zm. 1898)
- 4 września – Anton Bruckner, austriacki kompozytor i organista, neoromantyk, przedstawiciel klasycznego romantyzmu (zm. 1896)
- 24 grudnia – Peter Cornelius, niemiecki kompozytor, skrzypek, librecista i poeta (zm. 1874)

Data dzienna nieznana
- Leone Giraldoni, włoski śpiewak operowy (baryton) (zm. 1897)
- Kazimierz Łada, polski skrzypek i kompozytor (zm. 1871)

## Zmarli
- 1 lutego – Maria Theresia von Paradis, austriacka pianistka, wokalistka, kompozytorka i pedagog (ur. 1759)
- 3 marca – Giovanni Battista Viotti, włoski skrzypek i kompozytor epoki klasycyzmu (ur. 1755)
- 16 września – Giacomo Tritto, włoski kompozytor (ur. 1733)

## Muzyka poważna
- 26 czerwca – w wiedeńskim „Allgemeine musikalische Zeitung” opublikowano „An den Tod” D 518 Franza Schuberta[1][2]